# 국도 제3호선 (일본)
일본 3번 국도(일본어: 国道3号→국도 3호)는 일본 후쿠오카현 기타큐슈시 모지구부터 가고시마현 가고시마시를 잇는 총 연장 391.6km의 일본의 일반국도 노선이다.

## 주요 경유지
- 후쿠오카현
  - 기타큐슈시 모지구 - 기타큐슈시 고쿠라키타구 - 기타큐슈시 도바타구 - 기타큐슈시 야하타히가시구 - 기타큐슈시 야하타니시구 - 온가군 미즈마키정 - 온가군 온가정 - 온가군 오카가키정 - 무나카타시 - 후쿠쓰시 - 고가시 - 가스야군 신구정 - 후쿠오카시 히가시구 - 후쿠오카시 하카타구 - 오노조시 - 다자이후시 - 지쿠시노시

- 사가현
  - 미야키군 기야마정 - 도스시

- 후쿠오카현
  - 구루메시 - 야메군 히로카와정 - 야메시

- 구마모토현
  - 야마가시 - 구마모토시 - 우토시 - 우키시 - 야쓰시로군 히카와정 - 야쓰시로시 - 아시키타군 아시키타정 - 아시키타군 쓰나기정 - 미나마타시

- 가고시마현
  - 이즈미시 - 아쿠네시 - 사쓰마센다이시 - 이치키쿠시키노시 - 히오키시 - 가고시마시

## 사진

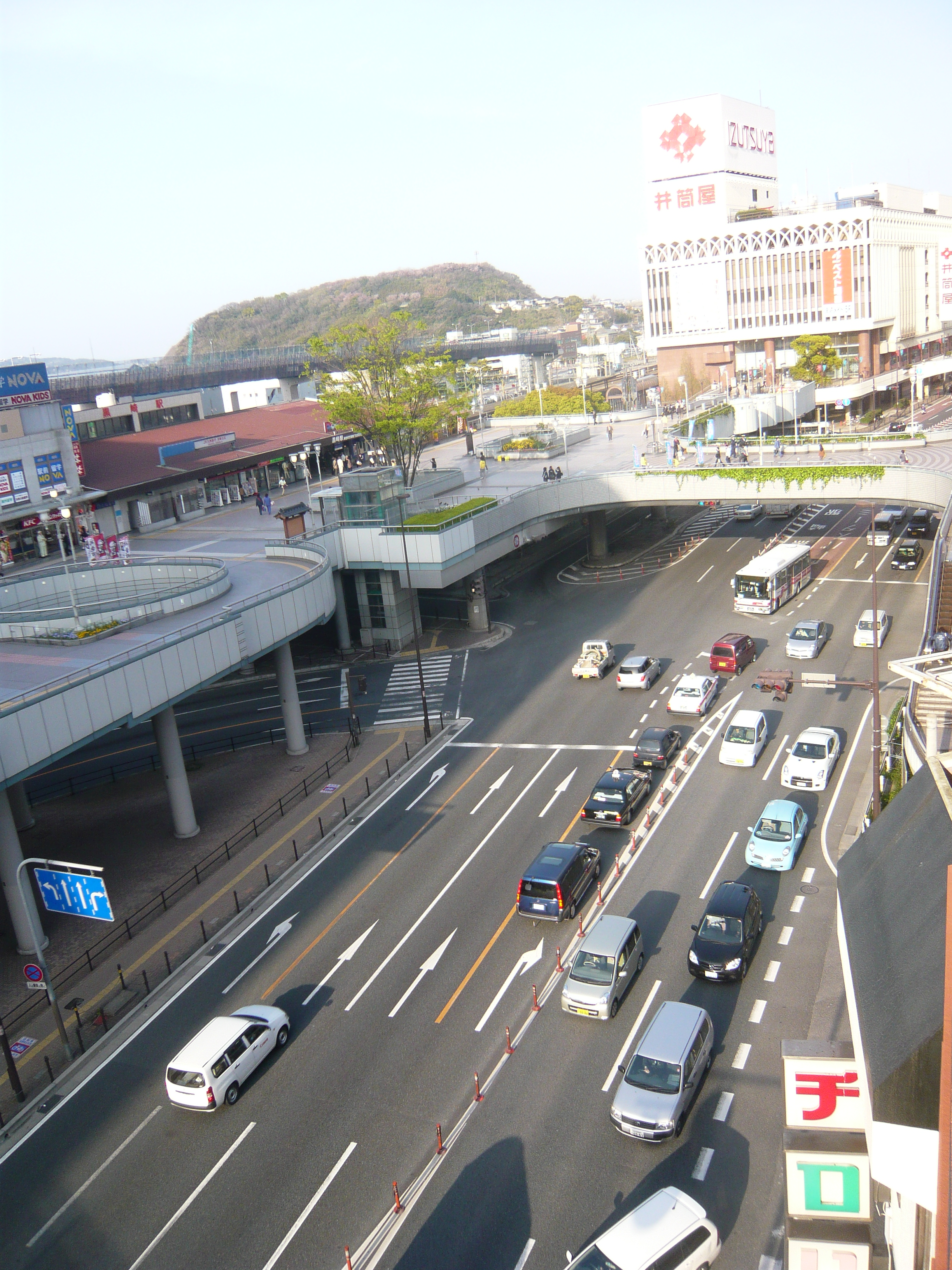
야하타니시 구에 있는 구로사키 역 앞